# Thérèse Oulton
Thérèse Oulton (* 19. April 1953 in Shrewsbury, Shropshire, England) ist eine britische Malerin und Grafikerin. Sie wurde 1987 als eine von zwei Frauen für den Turner Prize nominiert.

## Leben und Werk
Oulton war eines von fünf Kindern einer irisch-katholischen Familie. Sie wuchs in einem Kloster auf und studierte ursprünglich Anthropologie. Der Besuch einer Ausstellung von Morris Louis beeindruckte sie so, dass sie sich der Kunst zuwandte. Sie studierte bis 1979 zunächst in Abendkursen und dann in Vollzeit an der St Martin's School of Art in London. Von 1980 bis 1983 studierte sie am Royal College of Art mit einem Master-Abschluss in Fine Arts. Noch während ihrer Studienzeit nahm sie an Gruppenausstellungen in und um London teil und im Jahr nach ihrem Abschluss 1983 hatte sie ihre erste Einzelausstellung in der Londoner Gimpel Fils Gallery. 1986 folgten Einzelausstellungen in Galerien in Wien, München und Berlin. Seitdem hat sie in New York und Los Angeles sowie regelmäßig in London ausgestellt.
Oulton verbrachte das Jahr 1985 als Artist-in-Residence in Melbourne, Australien, und lebte nach ihrer Rückkehr nach Europa für ein Jahr in Wien. Seitdem lebt sie hauptsächlich in London.
Schon früh entwickelte sie eine ungewöhnliche Technik für ihre abstrakten Gemälde, bei der sie mit dem Pinsel oder mit den Händen dichte Farbbereiche nasser Farbe in einen Untergrund aus ebenso nasser Farbe einarbeitete, wodurch auf der Leinwand sich wiederholende, aber nie identische Vorhänge aus strukturierten Farben entstanden. Im Laufe der Jahre begann sie, Andeutungen erkennbarer Zeichen oder Symbole, Horizonte und Spiegelungen einzubringen. Ihre Bilder haben keinen Brennpunkt, und so neigt das Auge dazu, über die Bildfläche zu schweifen.

## Gruppenausstellungen (Auswahl)
- 1982: John Moores, Walker Art Gallery, Liverpool
- 1983: Germinations, Kassel
- 1983: Place II, Gimpel Fils Gallery, London
- 1983: Painting 1983 , Warwick Arts Trust, London
- 1984: Home and Abroad: An Exhibition of Recent Acquisitions for the Arts Council and British Council Collections, Serpentine Gallery, London
- 1984: The Image as Catalyst: The Younger Generation of English Figurative Painters, Ashmolean Museum, Oxford
- 1984:The British Art Show, Birmingham City Museum and Art Gallery
- 1984: Landscape, Memory and Desire, Serpentine Gallery London
- 1985: John Moores, Walker Art Gallery, Liverpool
- 1986: How Much Beauty Can I Stand: Contemporary Landscape Painting, Australian Centre for Contemporary Art, Victoria (Australien)
- 1986: British Art and Design, Künstlerhaus Wien
- 1986: The Sixth Biennale of Sydney: Origins, Originality and Beyond
- 1986: Recent British Painting, British Council exhibition, National Art Gallery, Kuala Lumpur und Fernost Tour
- 1986: American/European: Painting and Sculpture, L.A. Louver Gallery, Los Angeles
- 1986: Prospect 86, Kunstverein Frankfurt
- 1986: British Art of the 1980s, British Council Exhibition, Liljevalchs Konsthall, Stockholm,  und Sara Hilden Museum, Tampere
- 1986: Kunst aus den achtziger Jahren, A11 Artforum, München
- 1986: Monoprints, L.A. Louver Gallery, Los Angeles
- 1986:  Galerie Krinzinger, Innsbruck
- 1986: Introducing with Pleasure: Star Choices from the Arts Council Collection, Gardner Centre, Brighton und Tour
- 1986: Oulton, Prangenberg, Snyder, Hirschl & Adler, New York
- 1986: Turner Prize Display, Tate Gallery, London
- 1988: The Romantic Tradition in Contemporary British Painting, Sala de Exposiciones de Palacio de San Esteban, Murcia Circulo de San Esteban, Madrid
- 1988: The British Picture, L.A. Louver Gallery, Los Angeles
- 1988: Light and Space, Crawford Arts Centre, St. Andrews
- 1988: The New British Painting, Contemporary Arts Centre, Cincinnati und Tour
- 1988: A Green Thought in a Green Shade, Pomeroy Purdy Gallery, London
- 1988: 100 Years of Art in Britain, Leeds City Art Gallery
- 1989: Blasphemies, Ecstasies, Cries, Serpentine Art Gallery, London and tour
- 1990: 3 Ways, British Council / Royal College of Art touring
- 1990: Fine Art Academy, Budapest, und Tour durch Polen
- 1990: The Forces of Nature: Landscape as Metaphor, Manchester City Art Galleries und Haris Museum, Preston
- 1990: Aperto, Biennale von Venedig
- 1990: The Unique Print, Museum of Fine Arts, Boston
- 1991: Discerning Eye 1991, Mall Galleries, London
- 1992: Art at Broadgate, Broadgate, London
- 1992: Nash, Oulton, Virtue, L.A. Louver Gallery, Los Angeles
- 1993: Skowhegan Show, Colgate University Art Museum, Maine
- 1994: British Abstract Painting, Flowers East, London
- 1994: Group Show, Marlborough Fine Art, London
- 1994: Campbell, Le Brun, Oulton, Marlborough Gallery Inc., New York City
- 1994–1995: An American Passion, The McLellan Galleries, Glasgow College of Art, London
- 1995: Contemporary British Art in Print, Scottish National Gallery of Modern Art, Edinburgh; Yale Centre for British Art, New Haven (Connecticut)
- 1995: Art in Worship, Worcester Cathedral
- 1995: Contemporary Art at the Courtauld: The East Wing Collection, Courtauld Galleries, London
- 1996–1996: A Passion for the New, Tel Aviv Museum
- 2000: Le Brun, Campbell, Oulton, Davies, Raab Galerie, Berlin
- 2000: London International Small Print Biennale, Morley Gallery
- 2000: Gallery Aasen, Norwegen
- 2005: Raised Awareness, Tate Modern
- 2006: Summer Exhibition, Marlborough Fine Art, London
- 2008: Marlborough Fine Art London und Arque Chiado, Arque Chiado Art Gallery, Lissabon
- 2009: Works on Paper, mixed exhibition, Marlborough Fine Art London
- 2015: Gorputz Eta Arima – En Cuerpo y Alma, Sala Kubo Kutxa, San Sebastian, Spanien

### Einzelausstellungen (Auswahl)
- 1984: Peterborough City Museum and Art Gallery
- 1984: Fools Gold: New Paintings, Gimpel Fils
- 1985: Recent Paintings, Museum of Modern Art, Oxford
- 1986: Letters to Rose, Galerie Krinzinger, Wien
- 1986: Skin Deep, Galerie Thomas, München
- 1986: Galerie am Moritzplatz, Berlin
- 1987: Monoprints, Marlborough Graphics, London
- 1988: Lachrimae, Marlborough Fine Art, London
- 1989: Hirschl & Adler, New York
- 1989: Works on Paper, Marlborough Graphics, London
- 1990: Paintings and Prints, Pittsburgh Centre for the Arts
- 1990: Recent Paintings, Marlborough Fine Art, London
- 1991: Paintings and Works on Paper, L.A. Louver Gallery, Los Angeles
- 1991: From the Sphinx to the Lizard: Recent Watercolours, Marlborough Graphics, London
- 1992: Abstract with Memories, Marlborough Fine Art, London
- 1992: Monoprints and Etchings, Marlborough Graphics, London
- 1994: Marking Time, L.A. Louver Gallery, Los Angeles
- 1994: New Monoprints, Marlborough Graphics, London
- 1994: Recent Paintings, Marlborough Gallery, Inc., New York
- 1997: Wavelength – Recent Paintings 1995-97, Marlborough Fine Art, London
- 1997–1998: Peterborough Art Museum and Gallery
- 1998: Illuminations, Marlborough Graphics, London
- 1998: Peterborough Art Museum and Gallery, Portsmouth
- 1999: Illuminations, Oxford Gallery, Oxford
- 2000: New Mezzotints and Monotypes, Marlborough Graphics, London
- 2000: Slow Motion – Recent Paintings 1997-2000, Marlborough Graphics, London
- 2000: Thérèse Oulton, University Gallery, Newcastle-upon-Tyne
- 2002: Illuminations, Wyards Printworks, Faversham
- 2003: Clair Obscur – Recent Paintings and Watercolours, Marlborough Fine Art, London
- 2006: Lines of Flight – Recent Paintings and Prints, Marlborough Fine Art, London
- 2010: Territory, Marlborough Fine Art, London
- 2014: Elsewhere, Marlborough Fine Art, London
- 2016: Thérèse Oulton Paintings, Nukaga Gallery, Tokyo & Osaka

## Sammlungen
- Arts Council of Great Britain
- British Council
- British Museum
- Fitzwilliam-Museum, Cambridge
- Metropolitan Museum of Art, New York
- Tate Modern
- Museum of Fine Arts, Boston
- National Gallery of Victoria, Melbourne
- Victoria and Albert Museum, London